# Sedlec (Sedlec-Prčice)
Sedlec (německy Sedletz) tvoří dnes jihozápadní část souvislé městské zástavby města Sedlec-Prčice v okrese Příbram ve Středočeském kraji. V roce 2011 zde trvale žilo 1050 obyvatel.
Nachází se v katastrálním území Sedlec u Votic o rozloze 3,64 km². Je zde evidováno 343 adres.

## Název

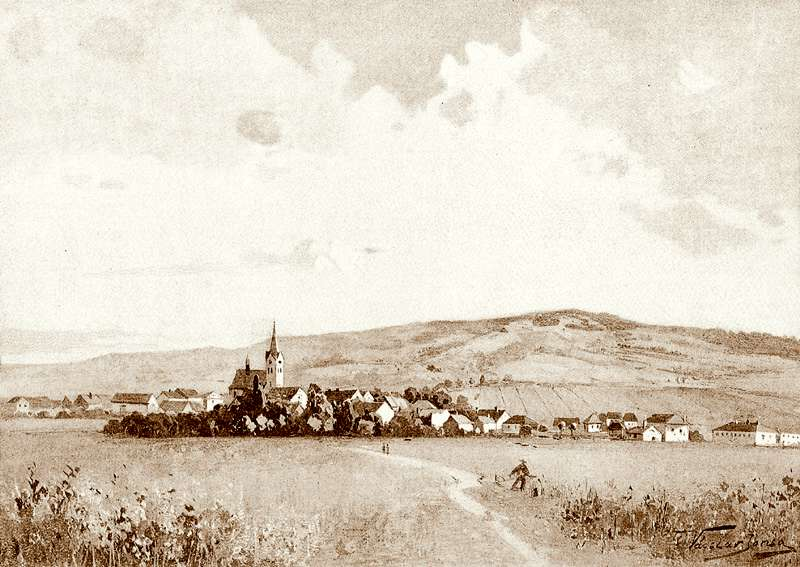
Václav Jansa: Sedlec od severozápadu (1891)

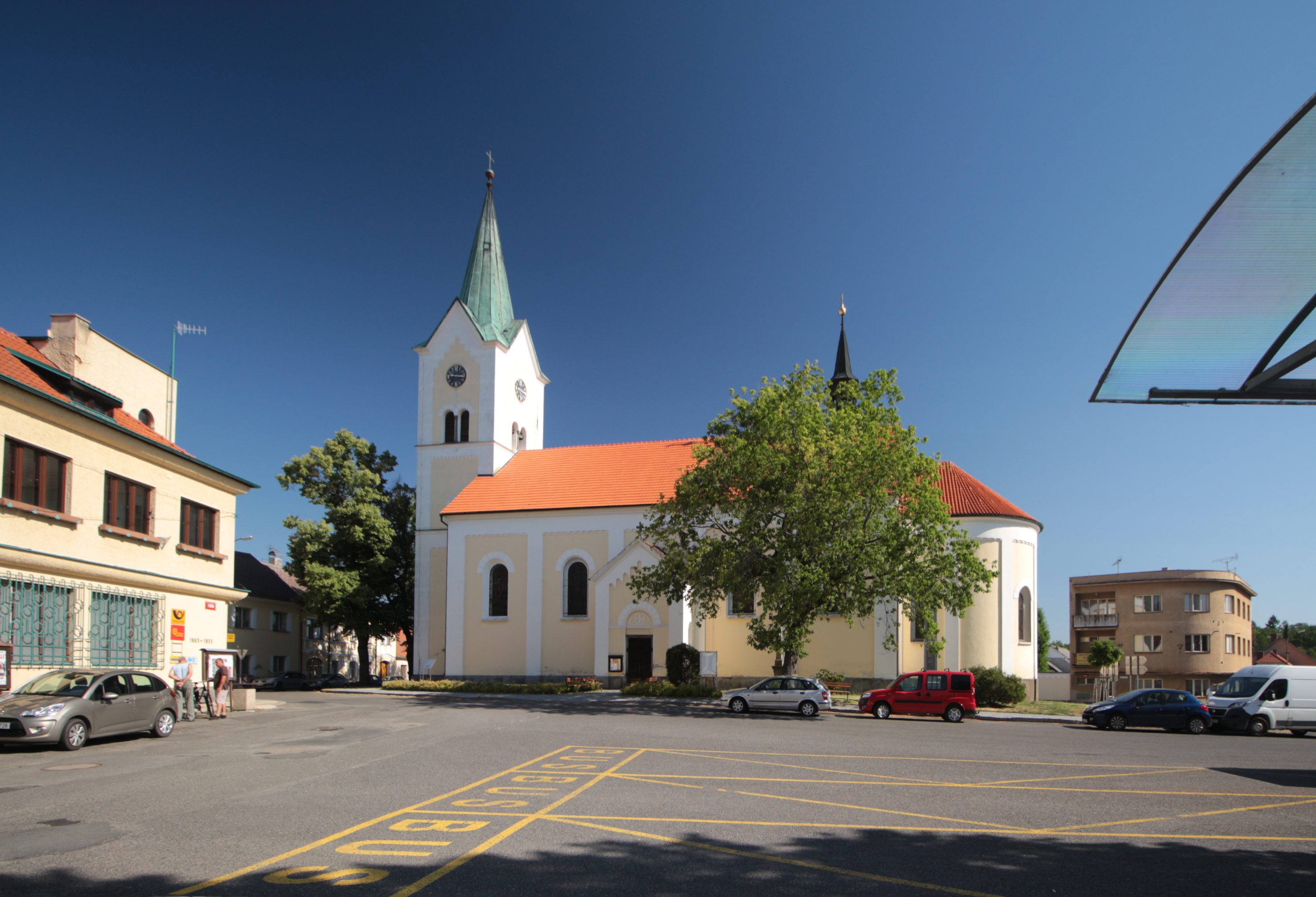
Kostel svatého Jeronýma

V minulosti byl okresním městem a nazýval se Sedlec na dráze Františka Josefa, později Sedlec na Wilsonově dráze či Sedlec na dráze Wilsonově, někdy též Sedlec u Sedlčan nebo Sedlec u Votic. Neleží však přímo na trati 220 (železniční stanice Heřmaničky je vzdálena asi 5 kilometrů), ale v době výstavby železnice byl moderně se rozvíjející Sedlec, na rozdíl od tradičnější Prčice, příznivcem vedení trati přes souměstí, a i přes neúspěch této varianty trasy si dal trať alespoň do názvu.

## Historie
První písemná zmínka o vesnici pochází z roku 1318.
Dne 6. září 1957 byl podepsán dokument, na jehož základě byl Sedlec sloučen se sousedním městysem Prčice do jednoho města Sedlec-Prčice.
Dne 1. ledna 2007 byla vesnice převedena z okresu Benešov do okresu Příbram.

## Obyvatelstvo
| Rok            | 1869  | 1880  | 1890  | 1900  | 1910  | 1921 | 1930 | 1950 | 1961 | 1970 | 1980  | 1991  | 2001  | 2011  | 2021  |
| -------------- | ----- | ----- | ----- | ----- | ----- | ---- | ---- | ---- | ---- | ---- | ----- | ----- | ----- | ----- | ----- |
| Počet obyvatel | 1 133 | 1 155 | 1 182 | 1 072 | 1 000 | 883  | 819  | 783  | 880  | 900  | 1 007 | 1 111 | 1 051 | 1 050 | 1 008 |
| Počet domů     | 153   | 156   | 157   | 159   | 163   | 165  | 191  | 204  | 348  | 196  | 225   | 287   | 293   | 317   | 342   |

## Pamětihodnosti
- Kostel svatého Jeronýma
- Domy čp. 43, 55, 58 a 102
- Krucifix
- Kamenný kříž – mezník
- Výklenková kaplička Ježovka